# 新浦安站

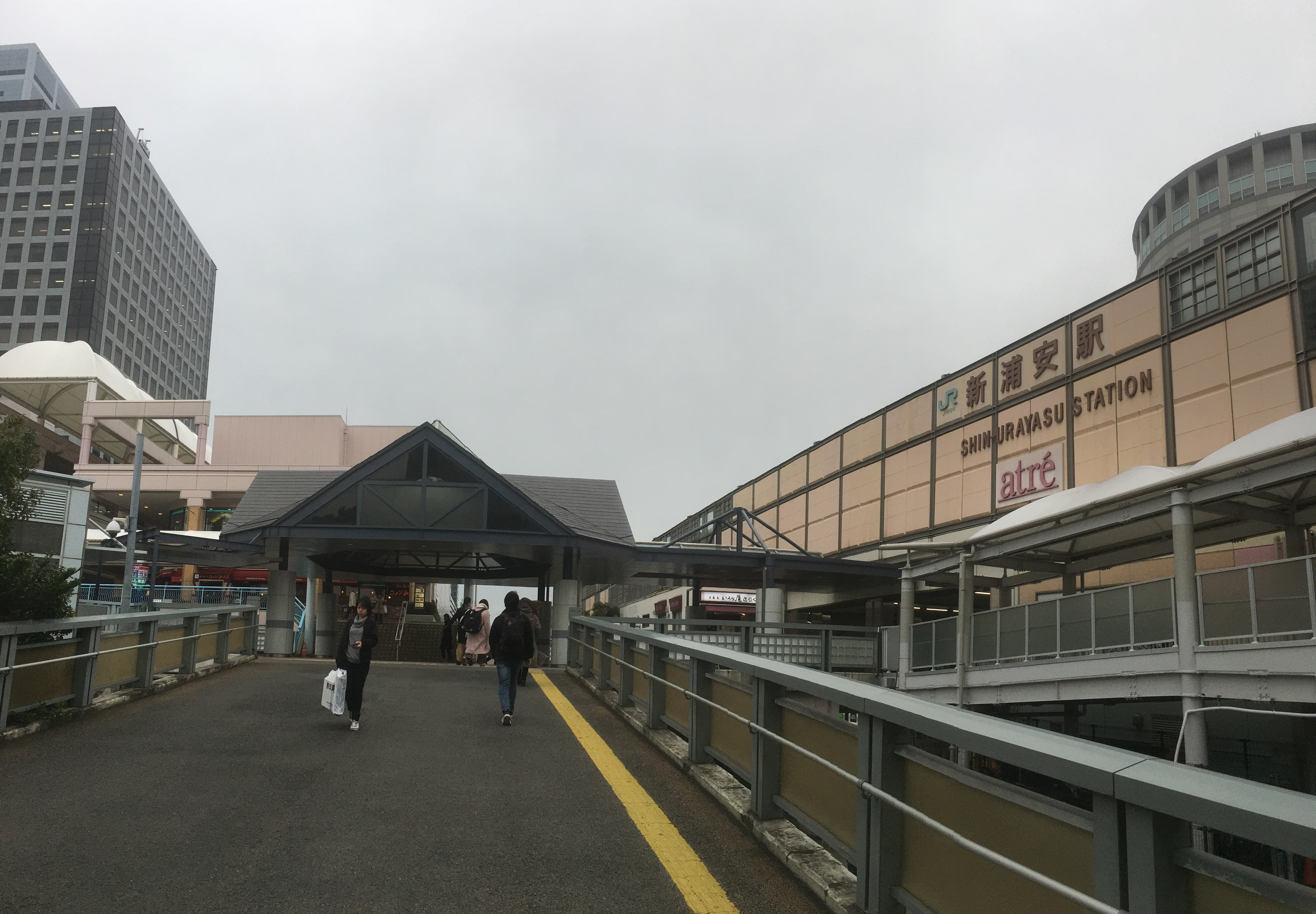
南口（2020年1月）

新浦安站（日语：／ Shin-urayasu eki */?）是位於日本千葉縣浦安市入船一丁目，屬於東日本旅客鐵道（JR東日本）京葉線的鐵路車站。車站編號是JE 08。
除了有京葉線的列車停靠外，還有途經西船橋站直通的武藏野線列車停靠。

## 車站構造
島式月台2面4線之高架車站，2、3號月台為正線，1、4號月台為待避快速、特急列車的路軌。也因為這個原因，本站也是京葉線內其中一個具有列車待避功能的車站。另外，由於通過線是連接道岔直線的一邊，故每當普通列車駛進或離開車站時，均須經過道岔區線的一邊進入原來的軌道，使列車非常搖晃。

### 月台配置
| 月台 | 路線     | 方向 | 目的地                 | 備註                                               |
| ---- | -------- | ---- | ---------------------- | -------------------------------------------------- |
| 1、2 | 京葉線   | 下行 | 海濱幕張、蘇我方向     |                                                    |
| 1、2 | 武藏野線 | -    | 西船橋、新松戶方向     | 途經西船橋站直通 武藏野線 （往府中本町方向的列車） |
| 3、4 | 京葉線   | 上行 | 舞濱、新木場、東京方向 |                                                    |

（來源：JR東日本:車站構內圖 （页面存档备份，存于））

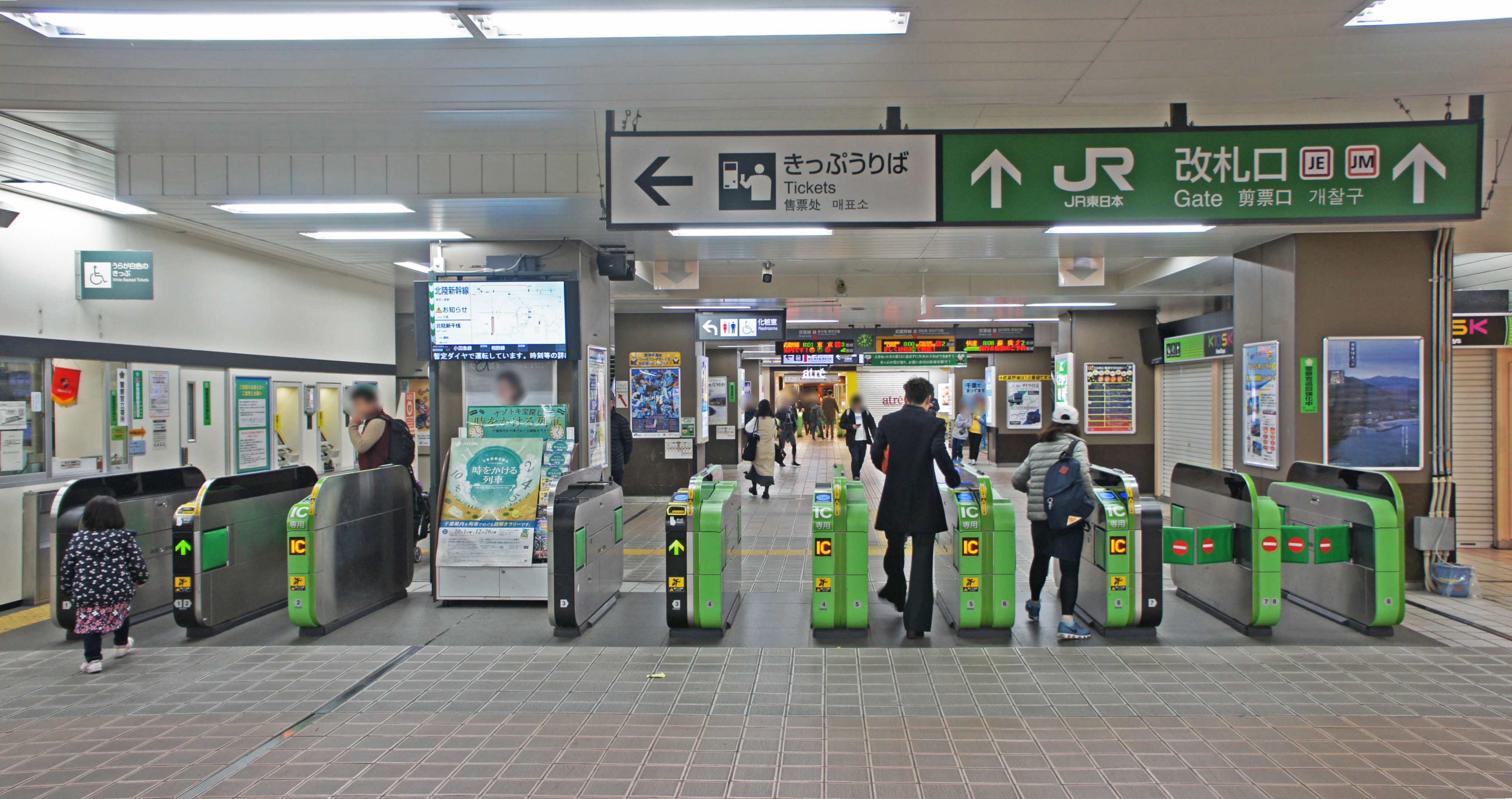
閘口（2019年12月）
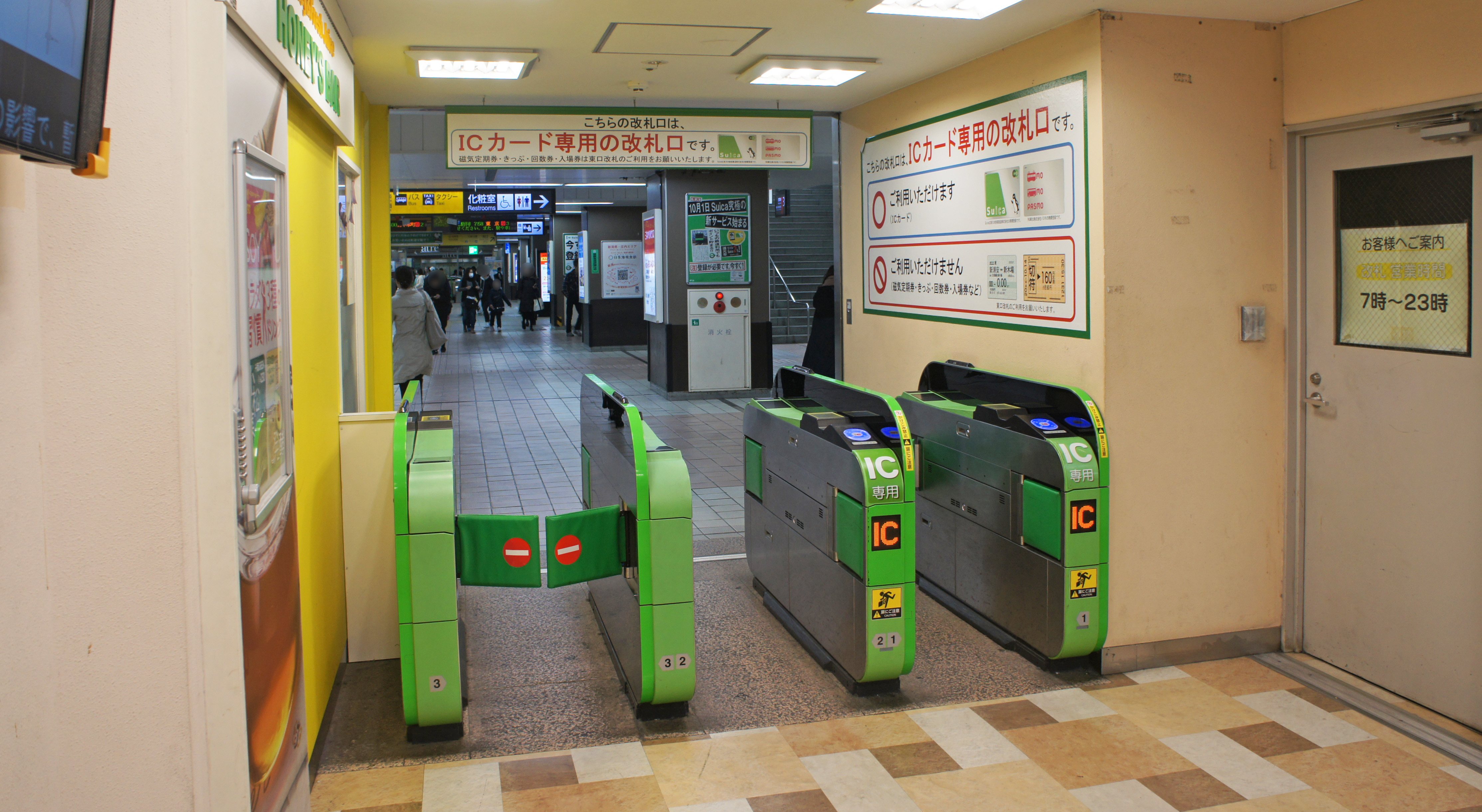
Atre口閘口（2019年12月）
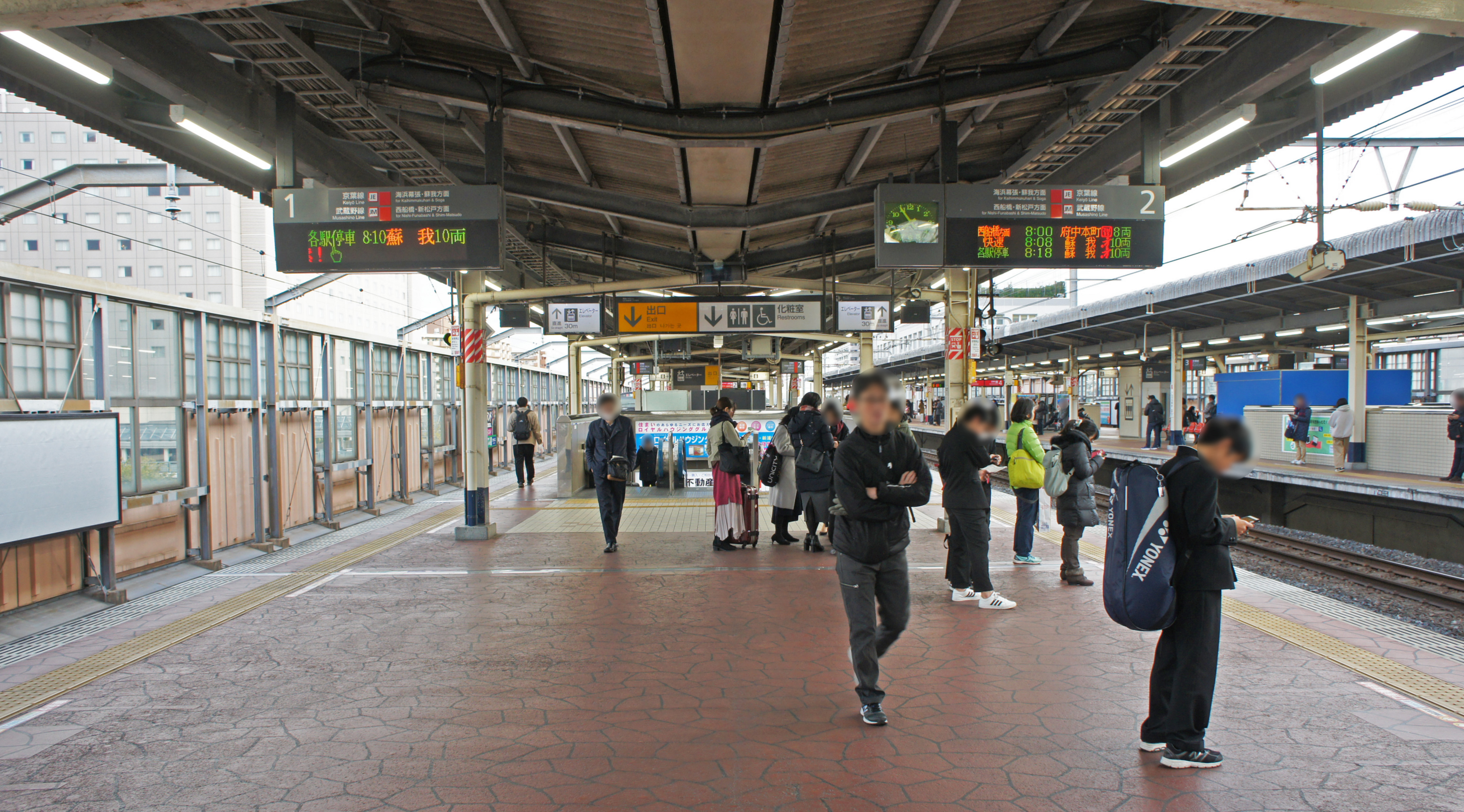
1、2號月台（2019年12月）
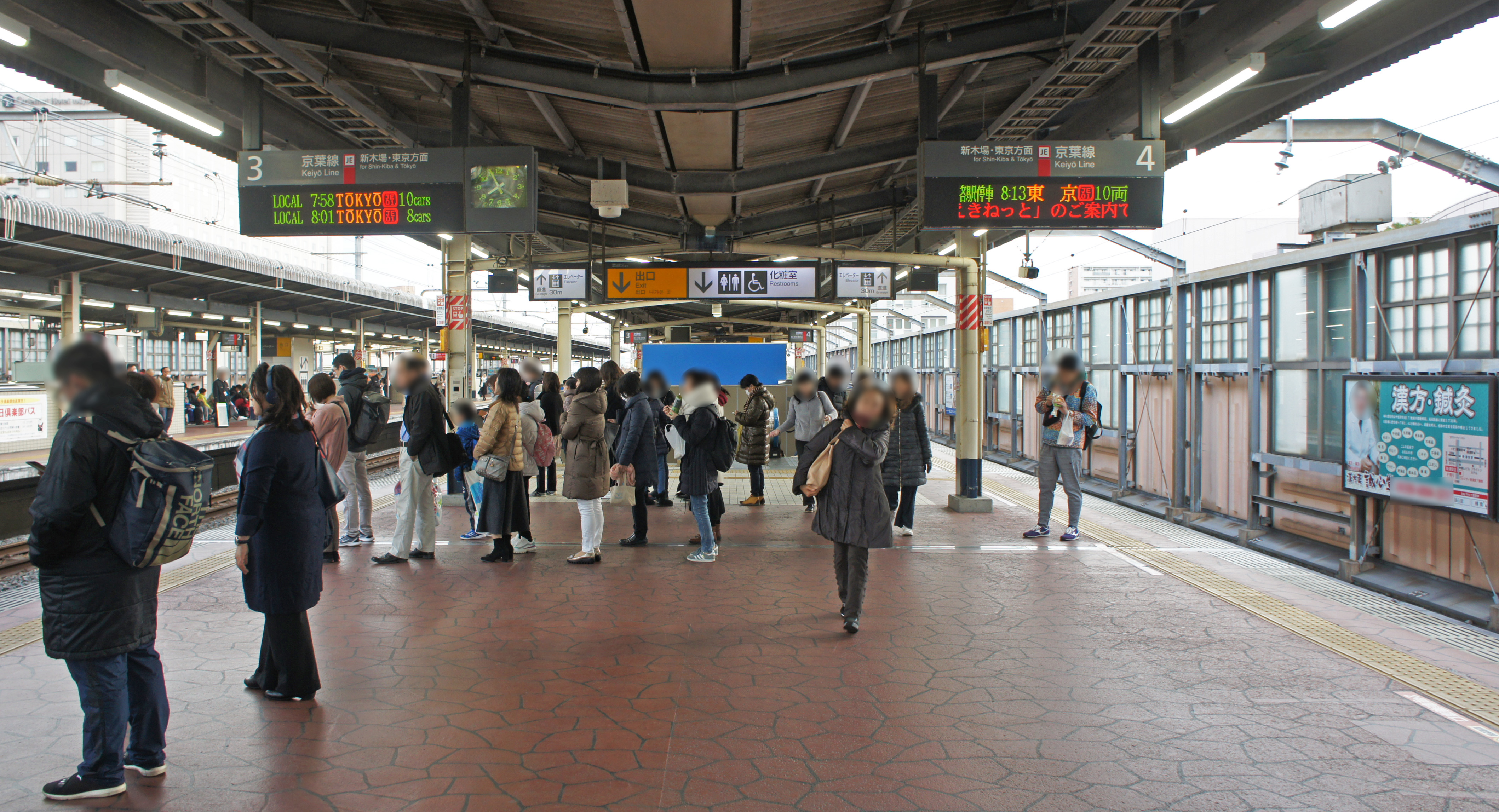
3、4號月台（2019年12月）

## 使用情況
2019年（令和元年）度的1日平均上車人次為57,160人。

### 各年度1日平均上車人次（1988年 - 2000年）
開業以後的1日平均上車人次的推移如下表。
| 年度               | 1日平均上車人次 | 1日平均上車人次 | 1日平均上車人次 | 來源              |
| 年度               | 定期外          | 定期            | 合計            | 來源              |
| ------------------ | --------------- | --------------- | --------------- | ----------------- |
| 1988年（昭和63年） | 4,203           | 8,840           | 13,043          | [ 千葉県統計 1 ]  |
| 1989年（平成元年） | 4,199           | 13,232          | 17,431          | [ 千葉県統計 2 ]  |
| 1990年（平成02年） | 7,121           | 18,601          | 25,722          | [ 千葉県統計 3 ]  |
| 1991年（平成03年） | 7,977           | 21,649          | 29,626          | [ 千葉県統計 4 ]  |
| 1992年（平成04年） | 8,586           | 24,380          | 32,966          | [ 千葉県統計 5 ]  |
| 1993年（平成05年） | 9,374           | 26,552          | 35,926          | [ 千葉県統計 6 ]  |
| 1994年（平成06年） | 9,419           | 27,714          | 37,133          | [ 千葉県統計 7 ]  |
| 1995年（平成07年） | 10,331          | 28,923          | 39,254          | [ 千葉県統計 8 ]  |
| 1996年（平成08年） | 11,141          | 29,643          | 40,784          | [ 千葉県統計 9 ]  |
| 1997年（平成09年） | 11,213          | 29,567          | 40,780          | [ 千葉県統計 10 ] |
| 1998年（平成10年） | 11,657          | 29,624          | 41,281          | [ 千葉県統計 11 ] |
| 1999年（平成11年） | 11,901          | 29,961          | 41,862          | [ 千葉県統計 12 ] |
| 2000年（平成12年） | 12,567          | 30,590          | 43,157          | [ 千葉県統計 13 ] |

### 各年度1日平均上車人次（2001年以後）
| 年度               | 1日平均上車人次 | 1日平均上車人次 | 1日平均上車人次 | 來源              |
| 年度               | 定期外          | 定期            | 合計            | 來源              |
| ------------------ | --------------- | --------------- | --------------- | ----------------- |
| 2001年（平成13年） | 12,917          | 31,663          | 44,580          | [ 千葉県統計 14 ] |
| 2002年（平成14年） | 13,004          | 32,476          | 45,480          | [ 千葉県統計 15 ] |
| 2003年（平成15年） | 13,529          | 34,209          | 47,738          | [ 千葉県統計 16 ] |
| 2004年（平成16年） | 13,864          | 35,207          | 49,071          | [ 千葉県統計 17 ] |
| 2005年（平成17年） | 14,447          | 36,335          | 50,782          | [ 千葉県統計 18 ] |
| 2006年（平成18年） | 15,331          | 37,080          | 52,411          | [ 千葉県統計 19 ] |
| 2007年（平成19年） | 15,855          | 38,081          | 53,936          | [ 千葉県統計 20 ] |
| 2008年（平成20年） | 16,002          | 39,085          | 55,087          | [ 千葉県統計 21 ] |
| 2009年（平成21年） | 15,505          | 39,219          | 54,724          | [ 千葉県統計 22 ] |
| 2010年（平成22年） | 15,333          | 39,446          | 54,779          | [ 千葉県統計 23 ] |
| 2011年（平成23年） | 14,951          | 38,704          | 53,655          | [ 千葉県統計 24 ] |
| 2012年（平成24年） | 15,611          | 38,904          | 54,516          | [ 千葉県統計 25 ] |
| 2013年（平成25年） | 15,913          | 39,252          | 55,165          | [ 千葉県統計 26 ] |
| 2014年（平成26年） | 15,829          | 38,028          | 53,858          | [ 千葉県統計 27 ] |
| 2015年（平成27年） | 16,133          | 38,823          | 54,926          | [ 千葉県統計 28 ] |
| 2016年（平成28年） | 16,216          | 39,512          | 55,729          | [ 千葉県統計 29 ] |
| 2017年（平成29年） | 16,798          | 39,663          | 56,462          | [ 千葉県統計 30 ] |
| 2018年（平成30年） | 17,419          | 39,839          | 57,258          |                   |
| 2019年（令和元年） | 17,033          | 40,126          | 57,160          |                   |

## 历史
- 1988年（昭和63年）12月1日：新浦安站開業。
- 2001年（平成13年）11月18日：智能卡系統Suica投入服務。
- 2006年（平成18年）3月22日：以發車音樂取代原有的發車鐘聲。

## 相鄰車站
東日本旅客鐵道
 京葉線
■通勤快速
通過
■快速
舞濱（JE 07）－新浦安（JE 08）－南船橋（JE 11）
■各站停車（包括直通武藏野線）
舞濱（JE 07）－新浦安（JE 08）－市川鹽濱（JE 09）

### 使用情況
JR1日平均使用人數
1. ↑  各駅の乗車人員 （页面存档备份，存于） - JR東日本

JR東日本1999年度以後的上車人次
1. ↑  各駅の乗車人員（1999年度） （页面存档备份，存于） - JR東日本
2. ↑  各駅の乗車人員（2000年度） （页面存档备份，存于） - JR東日本
3. ↑  各駅の乗車人員（2001年度） （页面存档备份，存于） - JR東日本
4. ↑  各駅の乗車人員（2002年度） （页面存档备份，存于） - JR東日本
5. ↑  各駅の乗車人員（2003年度） （页面存档备份，存于） - JR東日本
6. ↑  各駅の乗車人員（2004年度） （页面存档备份，存于） - JR東日本
7. ↑  各駅の乗車人員（2005年度） （页面存档备份，存于） - JR東日本
8. ↑  各駅の乗車人員（2006年度） （页面存档备份，存于） - JR東日本
9. ↑  各駅の乗車人員（2007年度） （页面存档备份，存于） - JR東日本
10. ↑  各駅の乗車人員（2008年度） （页面存档备份，存于） - JR東日本
11. ↑  各駅の乗車人員（2009年度） （页面存档备份，存于） - JR東日本
12. ↑  各駅の乗車人員（2010年度） （页面存档备份，存于） - JR東日本
13. ↑  各駅の乗車人員（2011年度） （页面存档备份，存于） - JR東日本
14. 1 2 3  各駅の乗車人員（2012年度） （页面存档备份，存于） - JR東日本
15. 1 2 3  各駅の乗車人員（2013年度） （页面存档备份，存于） - JR東日本
16. 1 2 3  各駅の乗車人員（2014年度） （页面存档备份，存于） - JR東日本
17. 1 2 3  各駅の乗車人員（2015年度） （页面存档备份，存于） - JR東日本
18. 1 2 3  各駅の乗車人員（2016年度） （页面存档备份，存于） - JR東日本
19. 1 2 3  各駅の乗車人員（2017年度） （页面存档备份，存于） - JR東日本
20. 1 2 3  各駅の乗車人員（2018年度） （页面存档备份，存于） - JR東日本
21. 1 2 3  各駅の乗車人員（2019年度） （页面存档备份，存于） - JR東日本

JR的統計資料
1. 1 2  浦安市統計書 （页面存档备份，存于） - 浦安市

千葉縣統計年鑑
1. ↑  平成元年 的存檔，存档日期2016-08-26.
2. ↑  平成2年 的存檔，存档日期2016-08-26.
3. ↑  平成3年 的存檔，存档日期2016-08-26.
4. ↑  平成4年 的存檔，存档日期2016-08-26.
5. ↑  平成5年 的存檔，存档日期2016-08-26.
6. ↑  平成6年 的存檔，存档日期2016-08-26.
7. ↑  平成7年 的存檔，存档日期2016-08-26.
8. ↑  平成8年 的存檔，存档日期2016-08-26.
9. ↑  平成9年 的存檔，存档日期2016-08-26.
10. ↑  平成10年 的存檔，存档日期2016-08-26.
11. ↑  平成11年 的存檔，存档日期2016-08-26.
12. ↑  .   [2017-12-30]. （原始内容存档于2017-09-30）.
13. ↑  .   [2017-12-30]. （原始内容存档于2017-09-30）.
14. ↑  .   [2017-12-30]. （原始内容存档于2017-09-30）.
15. ↑  .   [2017-12-30]. （原始内容存档于2017-09-30）.
16. ↑  .   [2017-12-30]. （原始内容存档于2017-09-30）.
17. ↑  .   [2017-12-30]. （原始内容存档于2017-09-30）.
18. ↑  平成18年 的存檔，存档日期2016-08-26.
19. ↑  平成19年 的存檔，存档日期2016-08-26.
20. ↑  平成20年 的存檔，存档日期2017-08-30.
21. ↑  .   [2017-12-30]. （原始内容存档于2017-08-30）.
22. ↑  .   [2017-12-30]. （原始内容存档于2017-08-30）.
23. ↑  .   [2017-12-30]. （原始内容存档于2017-08-30）.
24. ↑  .   [2017-12-30]. （原始内容存档于2017-08-30）.
25. ↑  .   [2017-12-30]. （原始内容存档于2017-08-30）.
26. ↑  .   [2017-12-30]. （原始内容存档于2017-08-11）.
27. ↑  .   [2017-12-30]. （原始内容存档于2017-08-11）.
28. ↑  .   [2017-12-30]. （原始内容存档于2017-08-11）.
29. ↑  .   [2020-07-29]. （原始内容存档于2020-04-24）.
30. ↑  .   [2020-07-29]. （原始内容存档于2020-04-24）.

## 外部連結
- 車站資訊（新浦安）：東日本旅客鐵道

35°38′59.62″N 139°54′46.50″E / 35.6498944°N 139.9129167°E